# 2333 Porthan
A 2333 Porthan (ideiglenes jelöléssel 1943 EP) a Naprendszer kisbolygóövében található aszteroida. Yrjö Väisälä fedezte fel 1943. március 3-án, Turkuban.